# Brotherhood (Dokumentarfilm)
Brotherhood ist ein Dokumentarfilm von Francesco Montagner, der im August 2021 beim Locarno Film Festival seine Premiere feierte.

## Inhalt
Jabir und sein jüngster Bruder Usgeir kümmern sich gemeinsam um die Schafherde ihres Vaters, inmitten der idyllischen Landschaft von Bosnien und Herzegowina. Jabir würde gerne nach Österreich ziehen, um einen Job zu finden, ist sich aber unsicher, weil bald das Urteil im Prozess seines Vaters erwartet wird. Bevor Ibrahim verhaftet wurde, hat er seine drei Söhne mit der Aufgabe betraut, sich während seiner Abwesenheit um den Familienbesitz zu kümmern. Er ist salafistischer Prediger und kämpfte im Bosnienkrieg der 1990er Jahre gegen die Serben. Im Jahr 2016 wurde Ibrahim beschuldigt, vor Kämpfern und Zivilisten in Syrien religiöse Vorträge zur Unterstützung des IS gehalten zu haben. 
Nachdem Ibrahim zu 23 Monaten Gefängnis verurteilt wird, trägt Jabir zusätzlich noch die Verantwortung für seine beiden jüngeren Brüder. Usama kümmert sich um das Vieh, und Usgeir soll sich auf seine Ausbildung konzentrieren.

## Produktion
Regie führte Francesco Montagner, der gemeinsam mit Alessandro Padovani auch das Drehbuch schrieb. Es handelt sich nach seinem Kurzfilm Importance of everybody  um Montagners Regiedebüt bei einem Langfilm. Der aus Norditalien stammende Montagner stieß im Zusammenhang mit einer Berichterstattung über Terrorismus und Radikalismus in Bosnien auf die bosnische Familie Delic. Er und seine Crew verbrachten vier Jahre mit den Jungen.
Eine erste Vorstellung erfolgte am 9. August 2021 beim Locarno Film Festival. Ende Januar, Anfang Februar 2022 wurde er beim International Film Festival Rotterdam gezeigt. Ende März, Anfang April 2022 wurde er bei CPH:DOX, dem International Documentary Film Festival Copenhagen, vorgestellt. Ende April, Anfang Mai 2022 wurde er im Rahmen des Filmfestivals Crossing Europe gezeigt, Ende des Monats beim Kinder- und Jugendfilmfestival in Zlín.

## Rezeption

### Kritiken
Giorgia Del Don vom Online-Filmmagazin Cineuropa schreibt, der Film lote eindrücklich das Dilemma aus, in dem sich die drei Jungen befinden, hin- und hergerissen zwischen ihrer Zugehörigkeit zu einem unnachgiebigen Clan und der Notwendigkeit, sich selbst zu entdecken. Francesco Montagner zeige sie in einem kritischen Abschnitt ihres Lebens, an dem Übergang von der Kindheit zum Erwachsenen. So müsse der Älteste der drei, kaum 18 Jahre alt, nach dem Weggang des Vaters plötzlich die Rolle des Familienoberhauptes übernehmen, sei aber gleichzeitig, typisch für sein Alter an allem bisher Verbotenen interessiert. Der zweite, der den radikalen Lehren seines Vaters immer noch sehr verbunden ist, ersetzt ihn als Prediger, während der Jüngste versucht, seine Schulbildung so gut wie möglich fortzusetzen. Als Zuschauer frage man sich, wie man an der Stelle von Jabir, Usama und Useir gehandelt hätte und ob man selbst gegen einen autoritären und unnachgiebigen Vater wie den ihren aufbegehrt hätte.

### Auszeichnungen
Crossing Europe 2022
- Nominierung im Dokumentarfilmwettbewerb[6]

Ji.hlava International Documentary Film Festival 2021
- Auszeichnung als Bester tschechischer Dokumentarfilm
- Auszeichnung für die Beste Kamera (Prokop Souček)[9]

Locarno Film Festival 2021
- Auszeichnung im Concorso Cineasti del presente (Francesco Montagner)[10]

Sofia Film Festival 2022
- Nominierung im Documentary Competition[11]

When East Meets West 2019
- Auszeichnung mit dem Film Centre Serbia Development Award (Francesco Montagner)[12]

ZagrebDox International Documentary Film Festival 2022
- Nominierung im regionalen Wettbewerb[13]